# Pablo Hernández Domínguez
Pablo Hernández Domínguez, noto semplicemente come Pablo Hernández (Castellón de la Plana, 11 aprile 1985), è un ex calciatore spagnolo, di ruolo centrocampista o attaccante.

## Carriera

### Club
La sua formazione calcistica, avviene tra AVV Rafalafena e Deportivo Castellón.
Le sue doti attraggono i dirigenti del Valencia che lo acquistano e lo fanno giocare con la squadra riserve
dove viene schierato come esterno offensivo e si mette in luce con alcune prestazioni che inducono l'allenatore Quique Sánchez Flores a portarlo in prima squadra per l'ultima di campionato contro l'Osasuna.
Nella stagione successiva cresce il feeling con la porta, dovuto anche al cambiamento di posizione: spesso infatti è schierato come seconda punta.
È il miglior marcatore del Valencia quando, a gennaio, viene ceduto in prestito al Cádiz Club de Fútbol.
Nel luglio 2007 passa al Getafe come pedina di scambio nel trasferimento di Alexis al Valencia.
Nel contratto però viene inserita una particolare clausola che consente ai bianchi di riappropriarsi del cartellino del ragazzo pagando € 3 milioni in due anni.
Quella stagione l'allenatore del Getafe Michael Laudrup lo schiera con grande frequenza, anche da titolare e il modulo di gioco sembra disegnato apposta per Pablo: è infatti la stagione in cui segna più gol,con 8 reti segna il suo record personale nella Primera División. In seguito il Valencia lo riporta in rosa. Nella Liga 2009-2010 segna con un pallonetto da circa 40 metri contro l'Almeria. Nella stagione 2010-2011 contribuisce al 3º posto della sua squadra ottenendo i preliminari di Champions League.
Il 30 agosto 2012 il Valencia annuncia ufficialmente il passaggio a titolo definitivo del giocatore allo Swansea.
Il 14 agosto 2014 viene acquistato dall'Al-Arabi.
Il 27 gennaio 2015 passa in prestito all'Al Nasr.
Il 2 settembre dello stesso anno, torna a giocare dopo alcuni anni nella Liga spagnola, passando in prestito al Rayo Vallecano.
Il 2 agosto 2016 viene ingaggiato in prestito dal Leeds, squadra inglese militante in Championship (seconda serie inglese). Pochi mesi dopo dal suo arrivo, firma con i The Whites un nuovo contratto triennale.
Il 20 luglio 2021 fa ritorno al Castellón dopo 18 anni.
Il 14 luglio 2023 annuncia il proprio addio al calcio giocato tramite un post sul suo profilo Instagram.

### Nazionale
Le buone prestazioni con la maglia del Getafe convincono il CT spagnolo del Bosque a convocarlo in nazionale, per la Confederations Cup 2009, al posto dell'infortunato Andrés Iniesta.
Il 20 giugno successivo, fa il suo esordio con le furie rosse nella partita contro il Sudafrica subentrando a David Villa. Il 18 novembre dello stesso anno segna la sua prima rete in nazionale, in un'amichevole vinta per 5-1 a Vienna contro l'Austria.

## Statistiche

### Presenze e reti nei club
Statistiche aggiornate al 23 maggio 2021.
| Stagione            | Squadra             | Campionato          | Campionato | Campionato | Coppe nazionali | Coppe nazionali | Coppe nazionali | Coppe continentali | Coppe continentali | Coppe continentali | Altre coppe | Altre coppe | Altre coppe | Totale | Totale |
| Stagione            | Squadra             | Comp                | Pres       | Reti       | Comp            | Pres            | Reti            | Comp               | Pres               | Reti               | Comp        | Pres        | Reti        | Pres   | Reti   |
| ------------------- | ------------------- | ------------------- | ---------- | ---------- | --------------- | --------------- | --------------- | ------------------ | ------------------ | ------------------ | ----------- | ----------- | ----------- | ------ | ------ |
| 2004-2005           | CD Onda             | TD                  | 28         | 5          | CR              | 0               | 0               | -                  | -                  | -                  | -           | -           | -           | 28     | 5      |
| 2005-2006           | Valencia            | PD                  | 1          | 0          | CR              | 0               | 0               | CI                 | 0                  | 0                  | -           | -           | -           | 1      | 0      |
| 2006-2007           | Cadice              | SD                  | 22         | 4          | CR              | 0               | 0               | -                  | -                  | -                  | -           | -           | -           | 22     | 4      |
| 2007-2008           | Getafe              | PD                  | 28         | 3          | CR              | 6               | 1               | CU                 | 9                  | 4                  | -           | -           | -           | 43     | 8      |
| 2008-2009           | Valencia            | PD                  | 21         | 3          | CR              | 4               | 1               | CU                 | 6                  | 1                  | SS          | 2           | 0           | 33     | 5      |
| 2009-2010           | Valencia            | PD                  | 33         | 5          | CR              | 0               | 0               | UEL                | 11                 | 3                  | -           | -           | -           | 44     | 8      |
| 2010-2011           | Valencia            | PD                  | 27         | 5          | CR              | 2               | 0               | UCL                | 6                  | 2                  | -           | -           | -           | 35     | 7      |
| 2011-2012           | Valencia            | PD                  | 30         | 3          | CR              | 5               | 0               | UCL+UEL            | 6+4                | 1+1                | -           | -           | -           | 45     | 5      |
| Totale Valencia     | Totale Valencia     | Totale Valencia     | 112        | 16         |                 | 11              | 1               |                    | 33                 | 8                  |             | 2           | 0           | 158    | 25     |
| 2012-2013           | Swansea City        | PL                  | 30         | 3          | FACup+CdL       | 2+4             | 0               | -                  | -                  | -                  | -           | -           | -           | 36     | 3      |
| 2013-2014           | Swansea City        | PL                  | 27         | 2          | FACup+CdL       | 2+0             | 0               | UEL                | 6                  | 0                  | -           | -           | -           | 35     | 2      |
| Totale Swansea City | Totale Swansea City | Totale Swansea City | 57         | 5          |                 | 8               | 0               |                    | 6                  | 0                  |             | -           | -           | 71     | 5      |
| 2014-gen. 2015      | Al-Arabi            | QSL                 | 13         | 6          | EQC             | 0               | 0               | -                  | -                  | -                  | -           | -           | -           | 13     | 6      |
| gen.-giu. 2015      | Al-Nasr             | PL                  | 12         | 3          | CPA+CdL         | 4+1             | 1+1             | -                  | -                  | -                  | -           | -           | -           | 17     | 5      |
| 2015-2016           | Rayo Vallecano      | PD                  | 27         | 3          | CR              | 3               | 0               | -                  | -                  | -                  | -           | -           | -           | 30     | 3      |
| 2016-2017           | Leeds               | FLC                 | 35         | 6          | FACup+CdL       | 0+3             | 0               | -                  | -                  | -                  | -           | -           | -           | 38     | 6      |
| 2017-2018           | Leeds               | FLC                 | 41         | 7          | FACup+CdL       | 0+2             | 0+2             | -                  | -                  | -                  | -           | -           | -           | 43     | 9      |
| 2018-2019           | Leeds               | FLC                 | 39+2       | 12+0       | FACup+CdL       | 0+0             | 0               | -                  | -                  | -                  | -           | -           | -           | 41     | 12     |
| 2019-2020           | Leeds               | FLC                 | 36         | 9          | FACup+CdL       | 0+0             | 0               | -                  | -                  | -                  | -           | -           | -           | 36     | 9      |
| 2020-2021           | Leeds               | PL                  | 16         | 0          | FACup+CdL       | 1+0             | 0+0             | -                  | -                  | -                  | -           | -           | -           | 17     | 0      |
| Totale Leeds Utd    | Totale Leeds Utd    | Totale Leeds Utd    | 167+2      | 34         |                 | 6               | 2               |                    | -                  | -                  |             | -           | -           | 175    | 36     |
| 2021-2022           | Castellón           | PDR                 | 26         | 3          | CR              | 1               | 0               | -                  | -                  | -                  | -           | -           | -           | 27     | 3      |
| 2022-2023           | Castellón           | PDR                 | 26+4       | 3          | CR              | 0               | 0               | -                  | -                  | -                  | -           | -           | -           | 30     | 3      |
| Totale Castellon    | Totale Castellon    | Totale Castellon    | 52+4       | 6          |                 | 1               | 0               |                    | -                  | -                  |             | -           | -           | 57     | 6      |
| Totale carriera     | Totale carriera     | Totale carriera     | 524        | 85         |                 | 40              | 6               |                    | 48                 | 12                 |             | 2           | 0           | 614    | 103    |

### Cronologia presenze e reti in nazionale
| Cronologia completa delle presenze e delle reti in nazionale ― Spagna | Cronologia completa delle presenze e delle reti in nazionale ― Spagna | Cronologia completa delle presenze e delle reti in nazionale ― Spagna | Cronologia completa delle presenze e delle reti in nazionale ― Spagna | Cronologia completa delle presenze e delle reti in nazionale ― Spagna | Cronologia completa delle presenze e delle reti in nazionale ― Spagna | Cronologia completa delle presenze e delle reti in nazionale ― Spagna | Cronologia completa delle presenze e delle reti in nazionale ― Spagna |
| Data                                                                  | Città                                                                 | In casa                                                               | Risultato                                                             | Ospiti                                                                | Competizione                                                          | Reti                                                                  | Note                                                                  |
| --------------------------------------------------------------------- | --------------------------------------------------------------------- | --------------------------------------------------------------------- | --------------------------------------------------------------------- | --------------------------------------------------------------------- | --------------------------------------------------------------------- | --------------------------------------------------------------------- | --------------------------------------------------------------------- |
| 20-6-2009                                                             | Bloemfontein                                                          | Sudafrica                                                             | 0 – 2                                                                 | Spagna                                                                | Conf. Cup 2009 - 1º turno                                             | -                                                                     | 60’                                                                   |
| 18-11-2009                                                            | Vienna                                                                | Austria                                                               | 1 – 5                                                                 | Spagna                                                                | Amichevole                                                            | 1                                                                     | 46’                                                                   |
| 8-10-2010                                                             | Salamanca                                                             | Spagna                                                                | 3 – 1                                                                 | Lituania                                                              | Qual. Euro 2012                                                       | -                                                                     | 76’                                                                   |
| 12-10-2010                                                            | Glasgow                                                               | Scozia                                                                | 2 – 3                                                                 | Spagna                                                                | Qual. Euro 2012                                                       | -                                                                     | 69’                                                                   |
| Totale                                                                |                                                                       | Presenze                                                              | 4                                                                     |                                                                       | Reti                                                                  | 1                                                                     |                                                                       |

## Palmarès

### Club

#### Competizioni nazionali
- Coppa di Lega inglese: 1

Swansea City: 2012-2013
- Football League Championship: 1

Leeds United: 2019-2020